# Індіка
Індіка (грец. Ἰνδικά Indika) — книга грецького лікаря Ктесія, що мала на меті описати Індію. Написана в V ст. н.е., книга є пршою відомою грецькою згадкою цих далеких країв. Ктесій був придворним лікарем у царя Артаксеркса II, тому книга не побудована на його власному досвіді. Він написав цю книгу опираючись на розповіді перських купців про країни, де проходив великий шовковий шлях.

## Зміст
Книга містить першу відому згадку єдинорога, нібито індійського осла з 1,5 кубітовим (46 см) рогом на голові. Ктесій також вводить в європейські реалії  папугая, що вміє говорити, та  соколине полювання, яке ще  не практикувалось у Європі.
Книга надавала ще такі відомості:
- Вказується річка Інд, ширина якої становить 32 км.
- Індія сильно густо населена країна, де мешкає більше людей ніж у всьому решта світі разом взятому.
- Перший опис індійських слонів.
- Незвичайні види мавп з довгими хвостами.
- Індійські пси розміром з левів.
- Велетенські гори.
- Мантікора, червоне чудовисько з людським обличчям, тілом лева та хвостом скорпіона.
- Детальний опис індійських звичаїв.
- Маленькі, чорні люди пігмеї, які живуть в самому центрі Індії.
- Пальми та фінікові дерева, що в 3 рази більші за Вавилонські.

## Спадщина

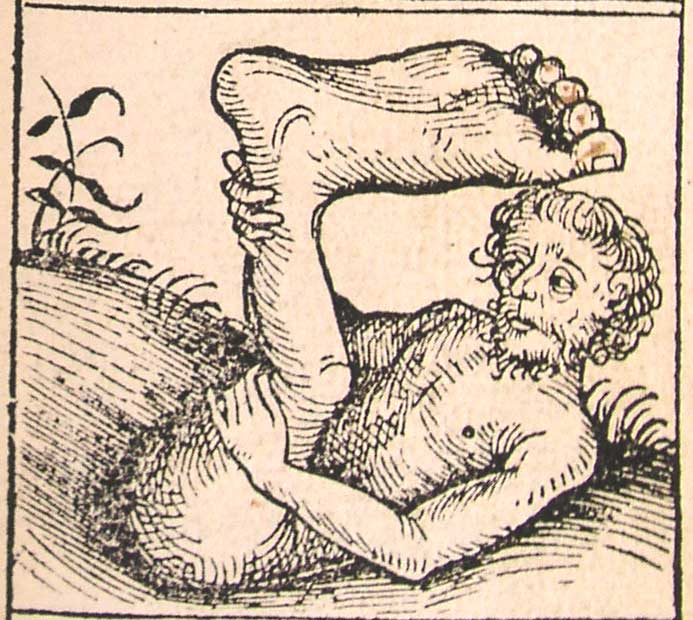
Сціопод (монокулі)

Через те, що  книга Ктесія серед правдивої інформації містила й сумнівні апокрифи, пізніші автори інколи кепкували з неї, називаючи джерелом необґрунтованих небувальщин та міфів. Сартирик Лукіан приписував Ктесію  особливе місце у пеклі, що призначене для тих, хто поширює брехню під час свого життя. Книга Ктесія містила такі розповіді, як опис одноногих людей, що звались монокулі, чоловіків з довгими хвостами як у сатирів і т.д.
Протягом багатьох століть для мешканців Середземномор'я, книга була головним джерелом відомостей про Індію.